# Braye-en-Thiérache
Braye-en-Thiérache é uma comuna francesa na região administrativa de Altos da França, no departamento de Aisne. Estende-se por uma área de 9,17 km². Em 2010 a comuna tinha 147 habitantes (densidade: 16 hab./km²).